# Denys Calvaert
Denys Calvaert; auch genannt Dionisio Fiammingo (* um 1540 in Antwerpen; † 17. März 1619 in Bologna) war ein flämischer Maler.

## Leben
Er trat 1556 bei Crispyn van den Queboorn (auch Chrispiaen, Corstiaen van Queborn oder Christiaen van den Queckborne) in die Lehre, ging bald nach Italien, wo er von der Familie Bolognini in Bologna aufgenommen und unterstützt wurde. Er war bereits Landschaftsmaler und wollte dort die Figurenmalerei erlernen. Hier wurden nacheinander Prospero Fontana und Lorenzo Sabatini seine Lehrer. Er studierte auch die Werke Parmigianinos und Pellegrino Tibaldis. Er begleitete Sabatini im Jahr 1570 oder 1572 nach Rom, um ihn dort bei den Arbeiten an Sala de’ Re im Apostolischen Palast in der Vatikanstadt zu assistieren. Calvaert studierte in Rom die Werke Raffaels, Michelangelos und Federico Baroccis und kehrte 1572 oder 1574 nach Bologna zurück. Hier gründete er eine gut besuchte Malschule, in der Künstler wie Guido Reni (von seinem 9. bis zum 20. Lebensjahr), Francesco Albani oder Domenichino ihre Studien begannen. Calvaert hatte von seiner Heimat ein gediegenes Kolorit und eine gewisse sorgsame Naturauffassung mitgebracht, die auf seine Schüler günstig einwirkten. Freilich war er dabei nicht frei von einem manieristischen Wesen, von der Vorliebe für übertriebene Formen und eine hohle, theatralische Komposition. Von hier aus unternahm er eine Studienreise durch Oberitalien und widmete sich intensiv den Werken Antonio da Correggios. In Italien gründete er eine Familie und wurde zu einem wohlhabenden Mann. In seinem 1610 verfassten Testament vermachte er seiner Frau ein ansehnliches Vermögen. Er hatte sich von der Darstellung von Landschaften inzwischen ganz der religiösen Malerei zugewandt. Ein Werk aus dem Jahre 1579 ist das 58 × 41 cm große Gemälde Heilige Familie mit Johannesknaben Als die Familie Carracci ihre Akademie in Bologna errichtete, verlor seine eigene Schule an Zulauf, wohl auch, weil er oft unbeherrscht und aufbrausend war und seine Zöglinge oft tätlich misshandelte. So heißt es in einem Bericht zu seinem Schüler Domenichino (Domenico di Zampieri)

„[…] als er es dann mit vieler Mühe und nach manchen Proben seines Talentes durchgesetzt hatte, sich der Malerei widmen zu dürfen, bekam er von seinem Meister, Dionigio Calvart, wiederum Prügel, weil ihm die Sachen der Caracci besser gefielen, und er über einem Kupferstiche Agostino’s [Agostino Carracci] studirend gefunden wurde. Der jähzornige Meister schlug ihn mit einer Kupferplatte. Blutig und mit zerschlagenem Kopfe kehrte er zum Vater zurück[…]“

## Werke (Auswahl)
Von Calvaerts großen Bildern blieben einige in Bologna erhalten, darunter ein Erzengel Michael in der Kirche San Giacomo, ein hl. Michael in der Cappella Barbazzi in San Petionio, ein Fegefeuer in Imola, das Paradies in der Kirche ai Servi, ein Altarbild in Santa Triniti oder eine Verkündigung in der Kirche San Domenico. Er schuf auch viele zierliche auf Kupfer gemalte religiöse Darstellungen, die von den Nonnen Bolognas genutzt wurden, um damit ihre Zellen zu schmücken.
- Noli me tangere
- Geißelung Christi und Vigilanza (kamen in die Pinakothek in Bologna)
- Danae (kam in die Galerie in Lucca)

Sein Stil unterschied sich deutlich von dem der Carraccischule. Zahlreiche seiner Werke kamen auch in Museen und Sammlungen im Ausland.

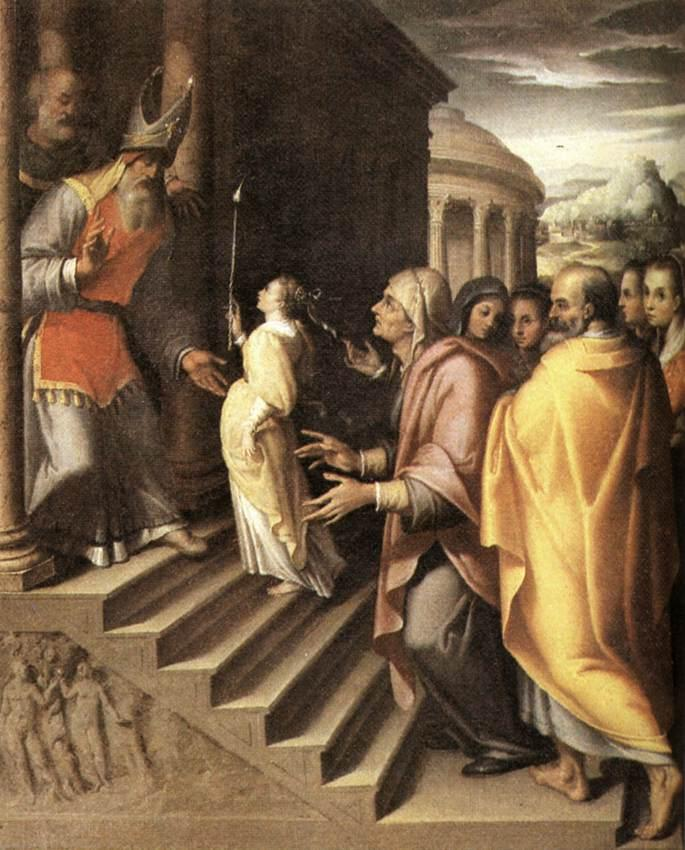
Darbringung der Jungfrau im Tempel
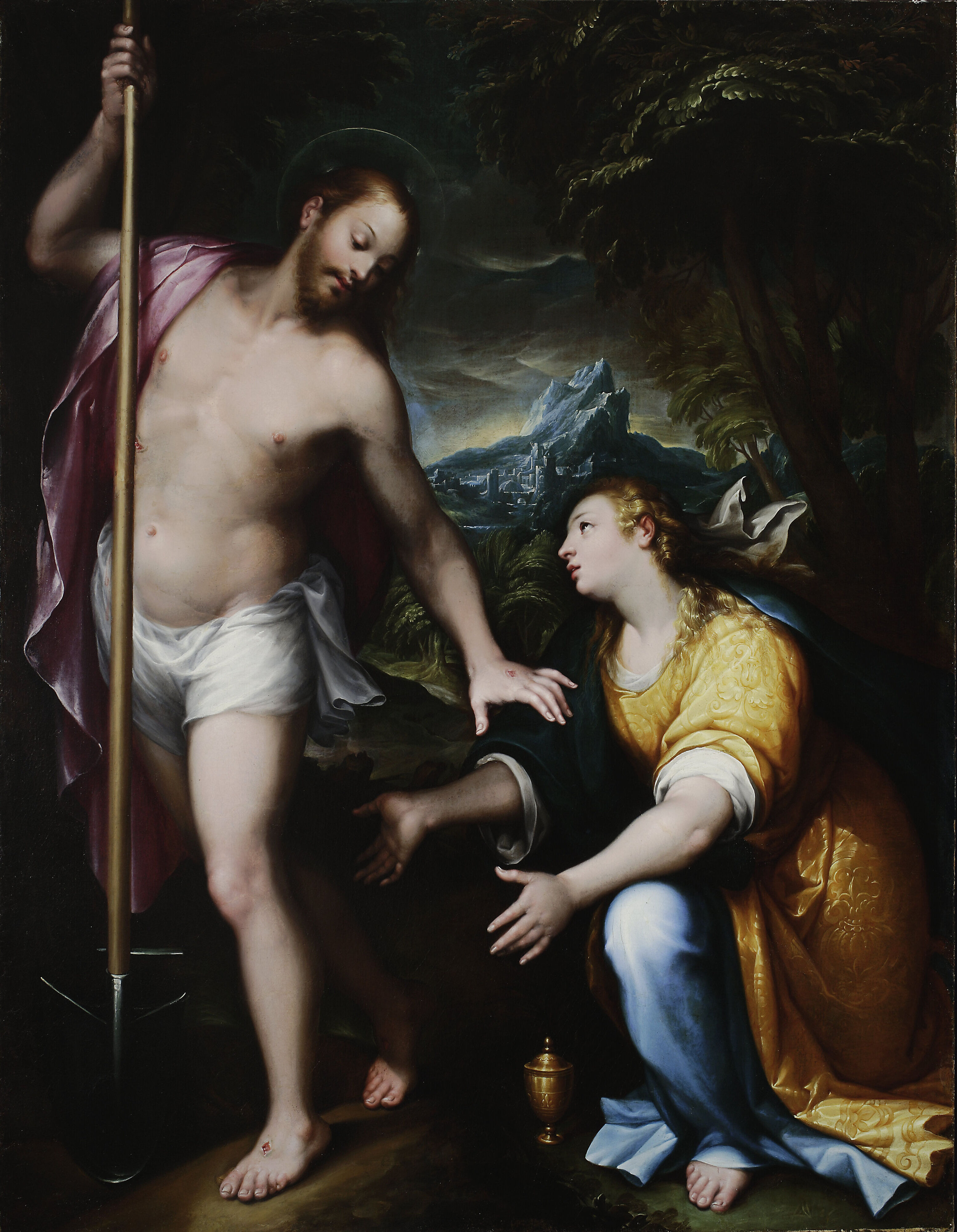
Noli me tangere
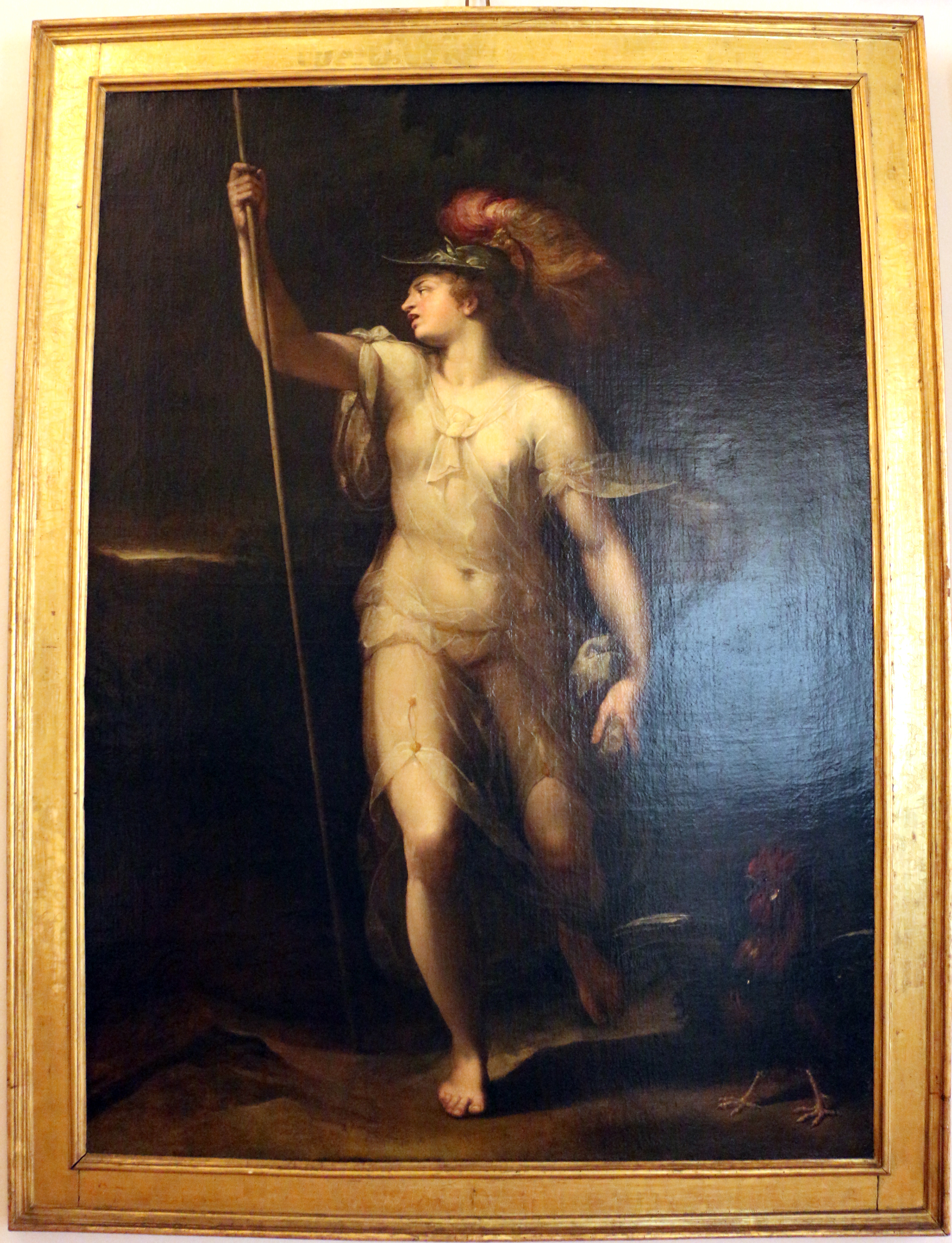
La Vigilanza